# Cantó de Boçac
El cantó de Boçac és un cantó francès del departament de Cruesa, situat al districte de Garait. Té 13 municipis i el cap és Boçac.

## Municipis
- Bòrt Sent Jòrge
- Boçac
- Boçac Borg
- Bussiére Sent Jòrge
- La Vau Franche
- Lairac
- Malerèt de Boçac
- Noserines
- Sent Marien
- Sent Peir dau Bòsc
- Sent Silvan
- Solmans
- Tol Senta Crotz

## Història
| Data d'elecció                           | Identitat            | Partit      | Qualitat |
| ---------------------------------------- | -------------------- | ----------- | -------- |
| 1953-1983                                | Eugène Romaine       | UDF-radical |          |
| 1983-1988                                | Bernard Pignot       | UDF         |          |
| 1988-2008                                | Jean-Claude Devilard | PS          |          |
| 2008-                                    | Roger Bléron         | PS          |          |
| les dades anteriors no són pas conegudes |                      |             |          |
|                                          |                      |             |          |

## Demografia
| 1962  | 1968  | 1975  | 1982  | 1990  | 1999  | 2006  |
| ----- | ----- | ----- | ----- | ----- | ----- | ----- |
| 7.267 | 7.770 | 7.398 | 6.638 | 5.927 | 5.515 | 5.369 |